# Coppa Italia di Serie A3 (pallavolo)
La Coppa Italia di Serie A3 è una competizione pallavolistica maschile per squadre di club italiane iscritte al campionato di Serie A3, organizzata annualmente dalla Lega Pallavolo Serie A.

## Albo d'oro
| Edizione         | Edizione                         | Podio         | Podio                                    | Podio       |
| Anno             | Sede della finale                | Campione      | Risultato                                | Finalista   |
| ---------------- | -------------------------------- | ------------- | ---------------------------------------- | ----------- |
| 2021-22 Dettagli | Casalecchio di Reno Unipol Arena | Prata         | 3 - 2 (23-25, 27-29, 25-20, 25-20, 9-15) | M&G         |
| 2022-23 Dettagli | Macerata PalaFontescodella       | Pineto        | 3 - 1 (25-22, 25-21, 17-25, 27-25)       | Macerata    |
| 2023-24 Dettagli | Fano PalaAllende                 | Franco Tigano | 3 - 1 (27-25, 25-21, 32-34, 25-16)       | Virtus Fano |
| 2024-25 Dettagli | Longarone Palazzetto dello Sport | Folgore Massa | 3 - 0 (25-21, 25-21, 25-17)              | Team Club   |